# فتوح أحمد
ممثل مصري. ولد بمحافظة القاهرة[بحاجة لمصدر]، وتخرّج من المعهد العالي للفنون المسرحية. كانت بداية مسيرته الفنية في ثمانينات القرن العشرين حيث كانت أول مسلسلاته (الأزهر الشريف منارة الإسلام) عام 1982، لتتوالى بعدها أعماله ما بين السينما والمسرح والتلفزيون، من أبرز أعماله (ليالي الحلمية، الست أصيلة، دهشة).

## أعمال

### مسلسلات
| - حكيم باشا :2025 - ورا كل باب ج 2 :2021 - الجماعة 2 :2017 - وضع أمني:2017 - عشم إبليس:2017- زينهم - يونس ولد فضة:2016- فايز - تحت السيطرة:2015- خال علي - دنيا جديدة:2015 - الكابوس:2015 - دهشة:2014- جاد الله - الحكر:2014 - ستائر الخوف:2014 - الركين:2013 - في غمضة عين:2013- مخلص صاحب الكافيتريا - النار والطين:2012 - ابن ليل:2012 - فرح العمدة:2012 - حارة خمس نجوم:2012 - لحظة ميلاد:2011 - الحارة:2010- سعيد - مملكة الجبل:2010 - طوق نجاة:2010- عبده - إختفاء سعيد مهران:2010- عزمي ضيف شرف - القطة العميا:2010- ياسين - الأشرار:2009 - راجل وست ستات (ج4):2009 - حواكة بوت:2009 - سيت كوم - زهرة برية:2009 - متخافوش:2009 - الخيول تنام واقفة:2009- عاطف | - أسمهان:2008- سائق اسمهان - قمر:2008- بيسو - ناصر:2008- وصفي صديق عبد الناصر - وعادت القلوب:2008 - كافيه تشينو:2008- قناوي الدكر - السماح:2008 - عمارة يعقوبيان:2007- مينا - أزهار:2007 - أمير الشرق عثمان دقنة:2007 - درب الطيب:2006- الزغابي - وعد الحر:2006 - القاهرة 2000: 2006 - على باب مصر:2006- العطار - امرأة من الصعيد الجواني:2006 - حارة الزعفراني:2006- عويس - عيون تائهة:2006 - ينابيع العشق:2005 - عبد الحميد أكاديمي:2005 - سيت كوم - السيرة العاشورية: (ج2):2005 - سلالة عابد المنشاوي:2005 - دوائر الشك:2005 - مسائل عائلية جدا:2005 - الست أصيلة:2005- منصور - مشوار امراة:2004 - بطة وأخواتها:2004 - تعالى نحلم ببكره:2003 - أبيض x أبيض:2003 - أمانة يا ليل:2003 | - الناس في كفر عسكر:2003 - سيف اليقين:2002- منصور - اللؤلؤ المنثور:2002 - حديث الصباح والمساء:2001- إبراهيم الأسواني - حواري وقصور:2001 - ملكة من الجنوب:2001 - الفسطاط:2000 - رواة الحديث الشريف: ابن ماجة القزويني:2000 - الغالب والمغلوب:2000 - موال الحب والغضب:1999 - الشهاب:1999 - نور القمر:1999 - اللعبة:1999 - شباب رايق جدا:1998 - وتمضي الايام:1998 - لعبة وقلبت بجد:1998 - كعب داير:1998 - كلام في كلام:1998 - عائلة السكري:1998 - أوراق مصرية (ج1->3):1998، 2002، 2004 - الحاوي:1997 - رسالة خطرة:1996 - الوتد:1996- عبد العزيز - اثنين في واحد:1995 - أنا اللي استاهل:1995 - قصة مدينة:1995 - الزيني بركات:1995 | - دكتوراه في الحب:1994 - أيام المنيرة:1994- حودة - الوعد الحق:1993- عمار بن ياسر - ذئاب الجبل:1993- العربي أخو نعمة - هالة والدراويش:1993 - المزاد:1993 - الحضارة العربية الإسلامية:1993 - القضاء في الإسلام (ج3):1991 - بين ثلاثة:1991 - بنات زينب:1989- عطية - لؤلؤ وأصداف:1989 - الزائرة:1989 - ليالي الحلمية(ج1->5):1987، 1989، 1990، 1992، 1995- شاهين - بكيزة وزغلول:1987 - عصفور النار:1987 - رحلة السيد أبو العلا البشري:1986 - صح النوم:1985 - وأدرك شهريار الصباح:1985- عزام - الحياة مرة أخرى:1984- موظف الفندق - الأزهر الشريف منارة الإسلام:1982 - المرقش شاعر الحزن - عباد الرحمن - وهزمتني امراة - السحت - قلبي ليس في جيبي - جنة حتحوت - أهلا بالأحلام |

### فيلم
| - عايشين اللحظة:2010 - ولاد البلد:2010 - عزبة آدم:2009- المرشدى تاجر المخدرات - حلق حوش:1997- رفقى - الرجل الثالث:1995- لمعي | - أبو زيد زمانه:1995 - عيون الصقر:1992- دياب - مصرع الذئاب:1991 - صف عساكر:1990 - الطعم والسنارة:1988 | - صائد الأحلام:1988- مصطفى - المتمرد:1987- فتوح - ثمن الغربة:1987- فؤاد - من خاف سلم:1987 |

### أخرى
| - مسرحية :كرنب زبادي:1997 - مسرحية :دستور يا أسيادنا:1995 - مسرحية :تكسب يا خيشة:1994 - مسرحية :جوز ولوز:1993 - مسرحية :العمر قضية: - مسرحية :أصل وكذا صورة:مظلوم | - سهرة تليفزيونية: الخوف:1994 - سهرة تليفزيونية: اتصال انفصال اتصال - سهرة تليفزيونية: الزائرون غاضبون - سهرة تليفزيونية: الخروج من الجلد - سهرة تليفزيونية: الحفلة - سهرة تليفزيونية: حب و عطاء - سهرة تليفزيونية: الرياح قادمة - سهرة تليفزيونية: الثأر الأبيض | - تمثيلية: الخروج من الشرنقة: - مسلسل اذاعي: الأشرفية |

## وصلات خارجية
- فتوح أحمد على موقع الدهليز
- فتوح أحمد على موقع قاعدة بيانات الأفلام العربية